# Stada

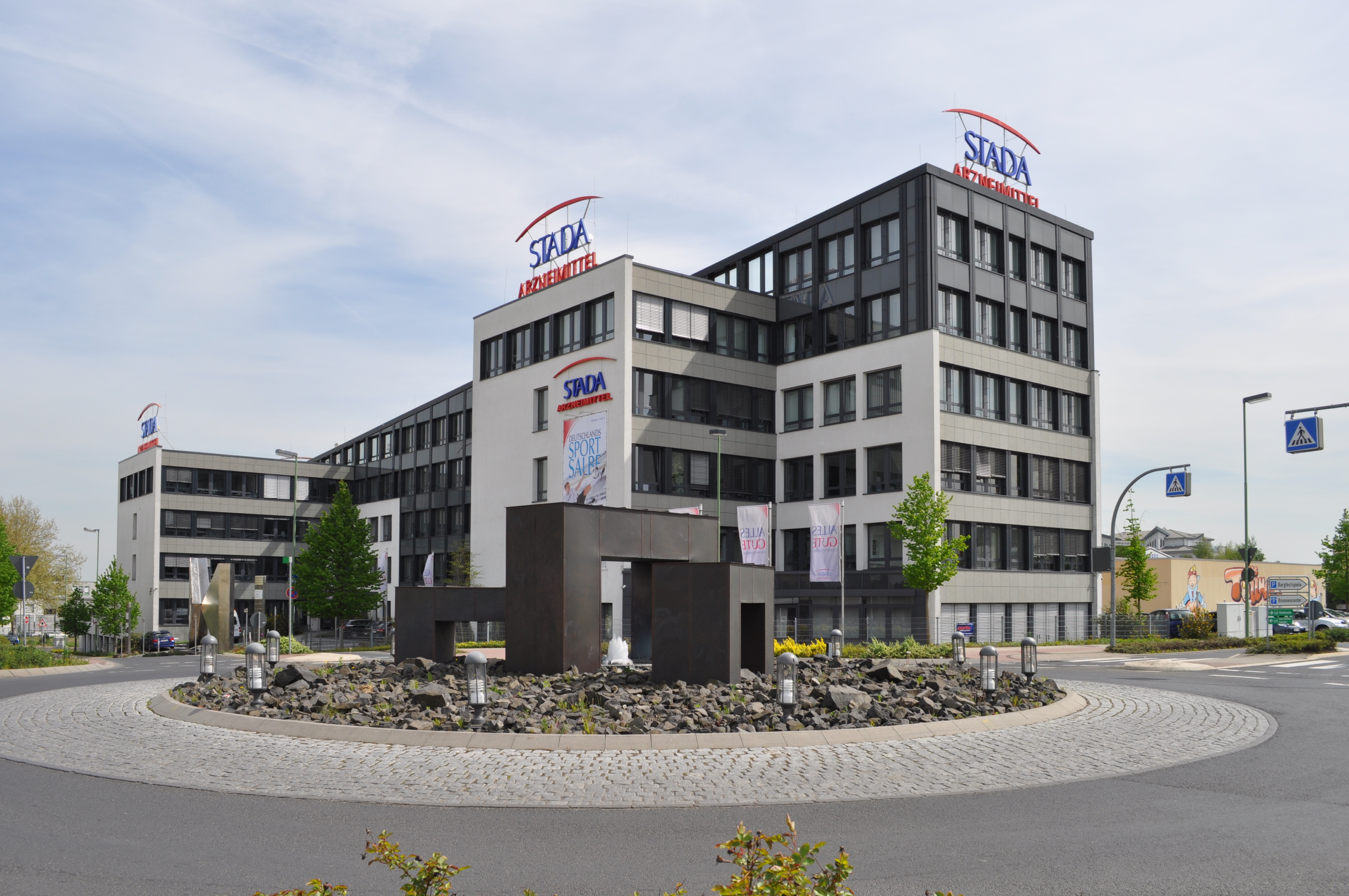
Un bâtiment de l'entreprise

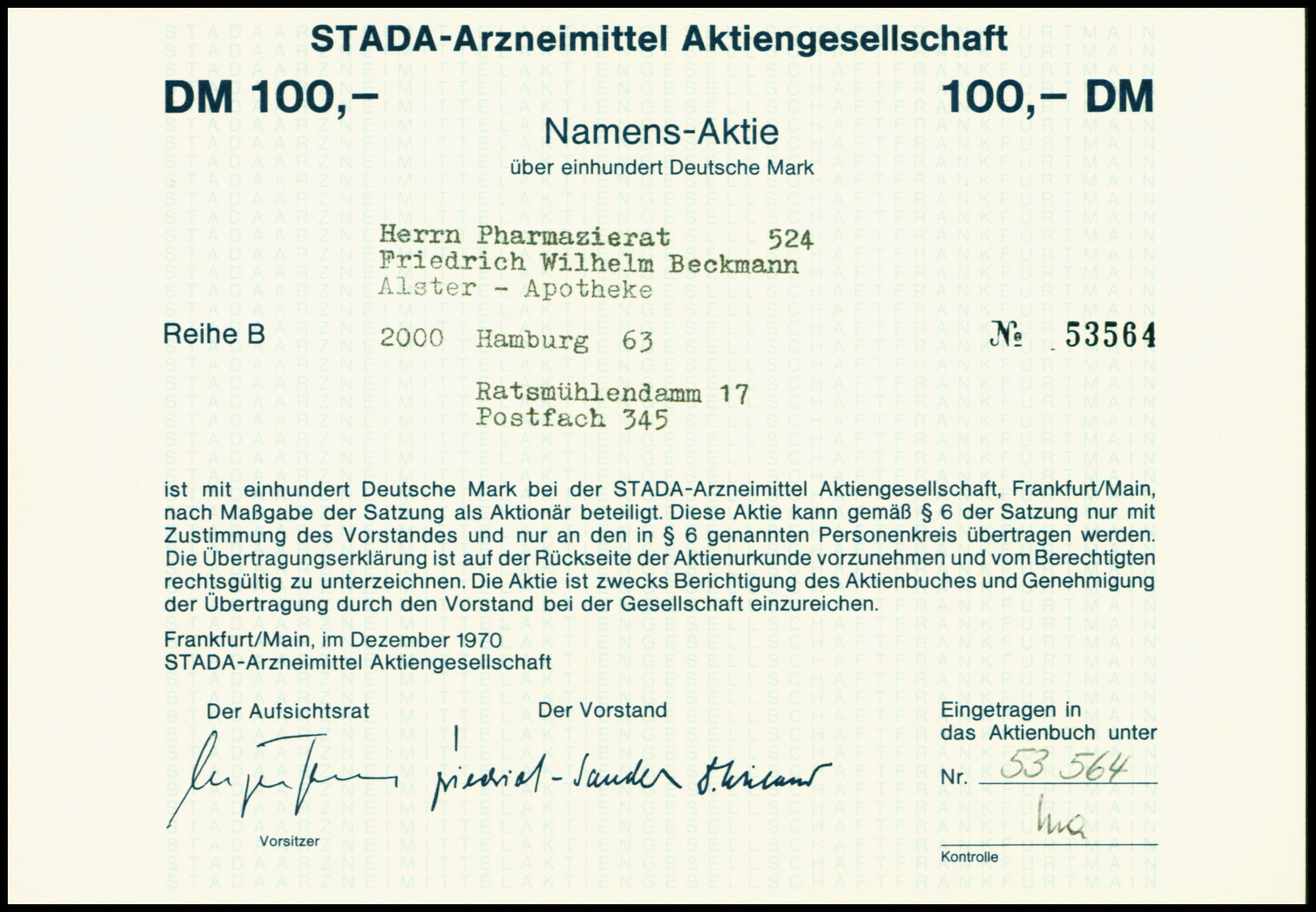
Action de la Stada Arzneimittel AG en date du Decembre 1970

Stada Arzneimittel AG est un groupe pharmaceutique allemand coté à Francfort spécialisé dans la production de médicaments. Son siège social se trouve à Bad Vilbel, en Allemagne. En 2017, son chiffre d’affaires était de 2,3 milliards d’euros.

## Historique
Stada a été fondée en 1895 à Dresde sous la forme d'une coopérative de pharmaciens. Après la Seconde Guerre mondiale, l'entreprise s'installe à Essen et à Tübingen, puis à Bad Vilbel en 1956. 
En 1970, Stada a été transformée en société anonyme. À l'époque, les actions n'étaient émises aux pharmaciens que sous forme d'actions nominatives dont la transférabilité était restreinte. Cinq ans plus tard, Stada a commencé à se lancer dans le commerce des médicaments génériques. 
En 1986, Stada a commencé à se développer à l'international et à acheter ou fonder des entreprises en Suisse et en Autriche. Peu de temps après, d'autres succursales étrangères ont été créées aux Pays-Bas, en Belgique (1991) et en Asie (1992). 
Par la suite, la société a acquis Aliud Pharma, en 1996, un distributeur générique et s'est développée en France et en République tchèque. 
Le 23 juillet 2001, la société a été admise à l'indice MDAX, dans lequel elle est restée jusqu'au 18 juin 2018. Jusqu'en 2006, d'autres acquisitions étrangères ont été réalisées au Danemark, en Espagne, en Italie, en Grande-Bretagne, en Russie, en Serbie, au Portugal et en Asie. En janvier 2009, la société pharmaceutique danoise Dermalog ApS a été acquise.
En avril 2017, Stada est acquis par les fonds d'investissement Bain Capital et Cinven pour 5,32 milliards d'euros,.
Stada est aujourd’hui présent dans une trentaine de pays avec environ 50 filiales.
En novembre 2019, Stada annonce l'acquisition d'un ensemble d'activité de médicament en vente libre en Europe de l'Est de Takeda pour 660 millions d'euros.
En février 2020, Stada annonce l'acquisition d'un ensemble de marques de médicament en vente libre de GlaxoSmithKline pour 300 millions d'euros.

## Activités
Stada se concentre sur certains segments du marché des soins de santé et de l'industrie pharmaceutique : 
- Génériques (59 % du chiffre d'affaires)
- Produits de marque (41 % du chiffre d'affaires)

Outre les génériques, ses principaux produits sont le médicament contre la maladie de Parkinson Apo-Go, le remède combiné contre le rhume Grippostad-C, l'écran solaire Ladival et l'analgésique Mobilat.

### Recherche & Développement
Les investissements de Stada se sont élevés à 67,5 millions en 2017 en augmentation de 4 % par rapport à l’année précédente. En 2017, Stada a lancé près de 670 nouveaux produits (Emtricitabine-Tenofovir, Lactoflora...) contre 650 en 2016. Au cours de l’année 2017, Stada a mis en place un réalignement de sa stratégie. Stada se concentre davantage sur les biosimilaires, les produits OTC avec par exemple l’acquisition de Thorton & Ross. Outre les OTC et les biosimilaires, Stada développe des produits de marque comme Hedrin.

### Présence en France
EG Labo, filiale française de Stada, est présent sur le marché des médicaments génériques depuis 1996. Sa gamme de médicaments couvre les principales classes thérapeutiques avec plus de 220 molécules pour près de 700 médicaments. EG Labo dispose de la troisième gamme de spécialités génériques et est présent sur le segment OTC. EG Labo propose également des traitements d’aide au sevrage tabagique.